# Ratmir Chołmow
Ratmir Dmitrijewicz Chołmow, ros. Ратмир Дмитриевич Холмов (ur. 13 maja 1925 w Szenkursku, zm. 18 lutego 2006 w Moskwie) – rosyjski szachista, arcymistrz od 1960 roku.

## Kariera szachowa
Grę w szachy poznał w wieku 12 lat. Dwa lata później zwyciężył w mistrzostwach Archangielska. Wielokrotnie uczestniczył w szachowych mistrzostwach Litwy wygrywając bądź dzieląc pierwsze miejsce w następujących latach: 1949, 1950, 1951, 1952, 1953, 1955, 1957, 1958, 1959 i 1960. Od roku 1948 do 1972 16 razy wystąpił w finałach mistrzostw ZSRR, najlepszy wynik notując w 1963 w Leningradzie (podzielił wówczas I miejsce z Borysem Spasskim i Leonidem Steinem). Spośród turniejowych sukcesów do największych zaliczyć można zwycięstwa w memoriałach Lajosa Asztalosa w Balatonfured (1959) i Kecskemét (1962) oraz w Hawanie (1968) i Budapeszcie (1976). W roku 1965 w Hawanie, podczas memoriału Jose Raula Capablanki, wygrał partię z późniejszym mistrzem świata, Bobby Fischerem, a w 1968 w turnieju tym triumfował. Na swoim koncie posiadał również zwycięstwa nad innymi mistrzami świata: Tigranem Petrosjanem, Borysem Spasskim oraz Garrim Kasparowem.
Najwyższy ranking w karierze osiągnął 1 stycznia 1977 r., z wynikiem 2555 punktów dzielił wówczas 30-35. miejsce na światowej liście FIDE. Według retrospektywnego systemu Chessmetrics, najwyżej sklasyfikowany był w sierpniu 1960 r., zajmował wówczas 8. miejsce na świecie.